# Antony (rejon święciański)
Antony (lit. Antanai) – wieś na Litwie, w okręgu uciańskim, w rejonie święciańskim, w gminie Hoduciszki.

## Historia
W czasach zaborów wieś w gminie Huduciszki, w powiecie święciańskim, w guberni wileńskiej Imperium Rosyjskiego. W 1905 roku liczyła 153 mieszkańców.
W dwudziestoleciu międzywojennym wieś leżała w Polsce, w województwie wileńskim, w powiecie święciańskim, w gminie Hoduciszki.
W 1931 w 30 domach zamieszkiwało 139 osób.
W czasach sowieckich upamiętniono oddział partyzancki „Wilno”, tworząc w okopach partyzanckich filię Muzeum Krajoznawczego w Święcianach.
Od 1990 roku na niepodległej Litwie.